# Římskokatolická farnost Chotusice
Římskokatolická farnost Chotusice je územním společenstvím římských katolíků v rámci kutnohorsko-poděbradského vikariátu královéhradecké diecéze.

## O farnosti

### Historie
Ves Chotusice je doložena již v roce 1142. Místní plebánie je doložena v roce 1352. Původní gotický kostelík byl později nahrazen kostelem barokním, při zachování některých starších konstrukcí. Kostel byl klasicistně upraven v roce 1825. Ve 20. století přestal být do farnosti ustanovován sídelní duchovní správce. Farnost pak byla do roku 2014 spravována z Týnce nad Labem a později z Čáslavi.
| Kostel                    | Místo     | Bohoslužba   | Bohoslužba  | Poznámka        |
| ------------------------- | --------- | ------------ | ----------- | --------------- |
| Kostel sv. Václava        | Chotusice | sudá neděle  | 11.00       | farní kostel    |
| Kostel sv. Máří Magdaleny | Rohozec   | neslouží se  | neslouží se | filiální kostel |
| Kostel sv. Marka          | Žehušice  | lichá neděle | 11.00       | filiální kostel |